# Trichoniscoides pulchellus
Trichoniscoides pulchellus là một loài chân đều trong họ Trichoniscidae. Loài này được Legrand miêu tả khoa học năm 1950.